# Tvillingarnas vilda äventyr
Tvillingarnas vilda äventyr (engelska: Our Lips are Sealed) är en amerikansk långfilm från 2000 i regi av Craig Shapiro, med Mary-Kate Olsen och Ashley Olsen i huvudrollerna.

## Handling
Tvillingarna Maddie och Abby Parker (Mary-Kate Olsen och Ashley Olsen) flyttar till Australien som ett led i FBI:s vittnesskyddsprogram. Skurkarna kommer efter men trots det har tjejerna tid att surfa.

## Rollista
| Mary-Kate Olsen    | – Maddie Parker       |
| Ashley Olsen       | – Abby Parker         |
| Jim Meskimen       | – Rick Parker         |
| Tamara Clatterbuck | – Teri Parker         |
| Robert Miano       | – Emil Hatchew        |
| Jason Clarke       | – Mac                 |
| Richard Carter     | – Sidney              |
| Jo Phillips        | – Agent Kathryn Smith |
| Harold Hopkins     | – Shelby Shaw         |
| Ernie Hudson Jr.   | – Agent Banner        |
| Willie Garson      | – Agent Norm          |
| Jade Bronneberg    | – Victoria            |
| Ryan Clark         | – Pete                |
| Scott Swalwell     | – Avery               |
| Nina Schultz       | – Sheila              |